# Université de Papouasie-Nouvelle-Guinée
L'université de Papouasie-Nouvelle-Guinée (en anglais : University of Papua New Guinea ou UPNG) est une université papou-néo-guinéenne située à Port Moresby, la capitale du pays.

## Présentation
Fondée en 1965, l'université de Papouasie-Nouvelle-Guinée propose des formations en médecine, pharmacie, soins de santé, sciences physiques, sciences naturelles, droit, économie, lettres et sciences sociales.
L'enseignement s'y appuie sur la méthode de l'apprentissage par problèmes[réf. souhaitée].
L'université accueille plus de quinze mille étudiants par an.
Sa bibliothèque est membre du Pacific Manuscripts Bureau.

## Personnalités liées à l'université

### Enseignants
- Bernard Narokobi (droit)
- John Waiko (histoire)
- Rabbie Namaliu (sciences politiques)
- Ulli Beier

### Étudiants
- Paias Wingti, deux fois Premier ministre de Papouasie-Nouvelle-Guinée
- Sir Mekere Morauta, Premier ministre de 1999 à 2002
- Sir Serei Eri, romancier, et gouverneur général de 1990 à 1991
- Frank Kabui, nommé Gouverneur général des Îles Salomon en 2009, y étudia le droit dans les années 1970
- Charles Lepani (1947-2025), influent haut fonctionnaire au moment de l'indépendance de la Papouasie-Nouvelle-Guinée, puis ambassadeur